# گرانت مین
گرانت مین (انگلیسی: Grant Main؛ زادهٔ ۱۱ فوریهٔ ۱۹۶۰) قایقران روئینگ اهل کانادا بود.